# 183e division d'infanterie (Allemagne)
Pour les articles homonymes, voir 183e division d'infanterie.
La  183e division d'infanterie (en allemand : 183. Infanterie-Division ou 183. ID) est une des divisions d'infanterie de la Wehrmacht durant la Seconde Guerre mondiale.

## Création
La 183. Infanterie-Division est formée le 28 novembre 1939 sur le Truppenübungsplatz (terrain d'entraînement) de Münsingen dans le Wehrkreis XIII en tant qu'élément de la 7. Welle (7e vague de mobilisation).
Elle est dissoute le 2 novembre 1943 après avoir subi de lourdes pertes sur le front de l'Est. L'état-major de la division forme l'état-major du Korps-Abteilung C, qui inclut le Divisions-Gruppe 183 formé des éléments survivants de la division.

## Organisation

### Commandants
| Date                               | Grade           | Commandant       |
| ---------------------------------- | --------------- | ---------------- |
| 1er novembre 1939 - 4 octobre 1941 | Generalleutnant | Benignus Dippold |
| 4 octobre 1941 - 20 janvier 1942   | Generalleutnant | Richard Stempel  |
| 20 janvier 1942 - 14 novembre 1943 | Generalleutnant | August Dettling  |

### Officiers d'opérations (Generalstabsoffiziere (Ia))
| Date                             | Grade               | Commandant   |
| -------------------------------- | ------------------- | ------------ |
| 5 janvier 1940 - 20 janvier 1943 | Oberstleutnant i.G. | Albert Dietl |

## Théâtres d'opérations
- Allemagne : novembre 1939 - mai 1941
- Balkans : mai 1941 - novembre 1941
  - 6 avril au 28 mai 1941 : bataille de Grèce
- Front de l'Est, secteur central : novembre 1941 - Octobre 1943
  - 1941 - 1942 : opération Barbarossa
    - 22 octobre 1941 au 22 janvier 1942 : bataille de Moscou
- Front de l'Est, secteur Sud : novembre 1943

## Ordres de bataille
1939
- Infanterie-Regiment 330
- Infanterie-Regiment 343
- leichte Artillerie-Abteilung 219

1940
- Infanterie-Regiment 330
- Infanterie-Regiment 343
- Infanterie-Regiment 351
- Artillerie-Regiment 219

1944
- Grenadier-Regiment 311
- Grenadier-Regiment 330
- Grenadier-Regiment 691
- Divisions-Füsilier-Bataillon 183
- Artillerie-Regiment 219
  - I. Abteilung
  - II. Abteilung
  - III. Abteilung
  - IV. Abteilung
- Pionier-Bataillon 219
- Panzerjäger-Abteilung 219
- Infanterie-Divisions-Nachrichten-Abteilung 219
- Divisions-Versorgungs-Regiment 219